# Châu Âu lục địa

Châu Âu lục địa (xanh lục)

Châu Âu lục địa hay châu Âu đại lục là phần lục địa châu Âu.
Các định nghĩa chung nhất của lục địa châu Âu không bao gồm các quần đảo của Hy Lạp, Malta, Sicily, Sardinia, Corsica, quần đảo Balearic, Iceland, Ireland, và Anh Quốc và các lãnh thổ phụ thuộc. Hầu hết các định nghĩa mở rộng ranh giới của lục địa giới tiêu chuẩn của nó: các dãy núi Ural, sông Ural, Biển Caspi, và dãy Caucasus.